# Hofen
Hofen é uma comuna da Suíça, no Cantão Schaffhausen, com cerca de 137 habitantes. Estende-se por uma área de 1,05 km², de densidade populacional de 130 hab/km². Confina com as seguintes comunas: Altdorf, Bibern, Opfertshofen, Tengen (DE - BW).
A língua oficial nesta comuna é o Alemão.